# Fandom (хостинг)
Фендом (англ. Fandom, до цього певний час ФЕНДОМ на основі Вікія англ. FANDOM powered by Wikia, до 26 березня 2006 року англ. Wikicities, до 4 жовтня 2016 року англ. Wikia) — це безкоштовний сервіс вікі-хостингу, що надає можливість будь-якому охочому створити свій власний тематичний вікіпроєкт або взяти участь у колективній роботі над вже існуючими проєктами.
Термін «Вікі» може стосуватися спільного програмного забезпечення, яке створюється для створення сайту.

## Історія

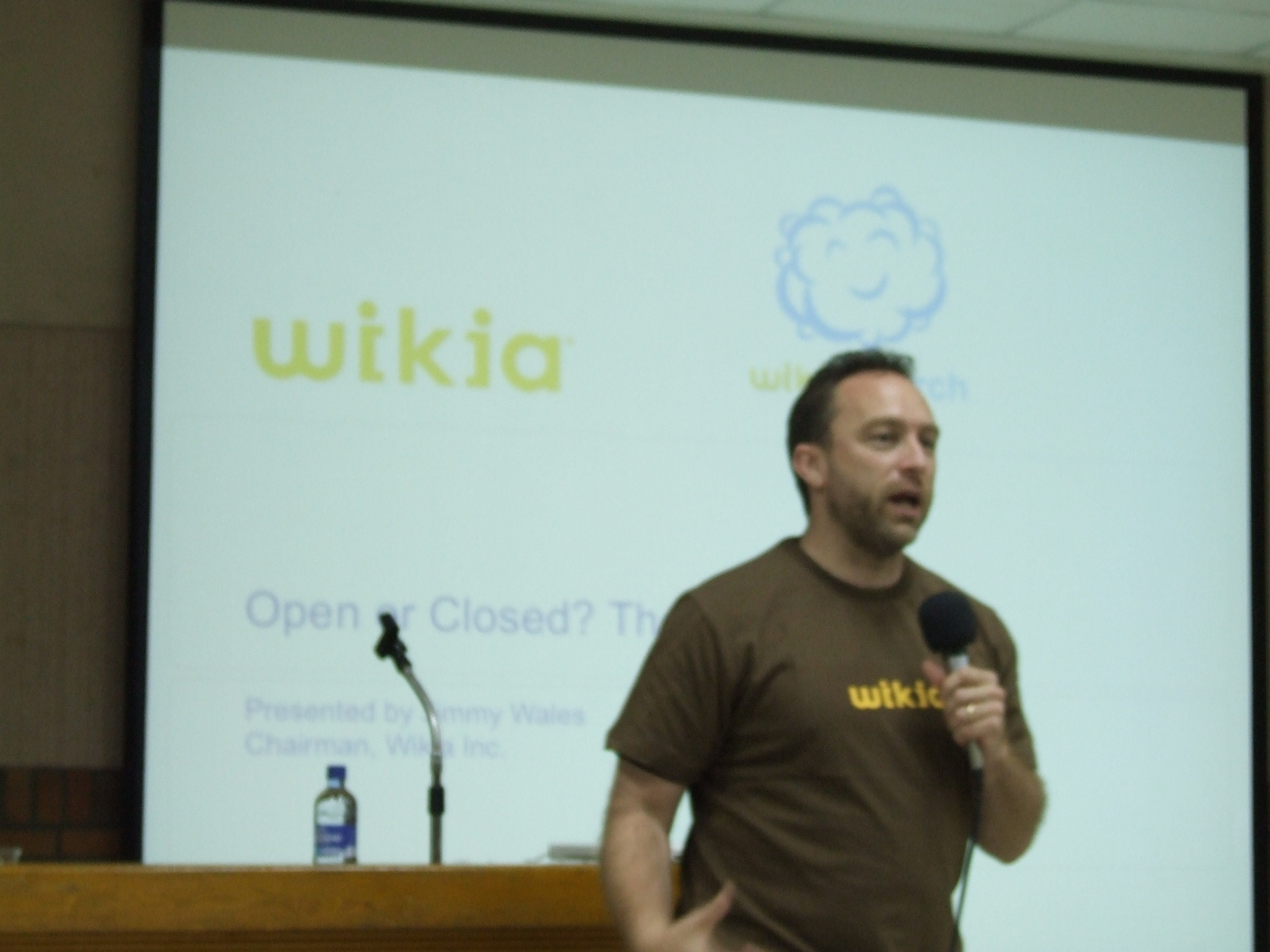

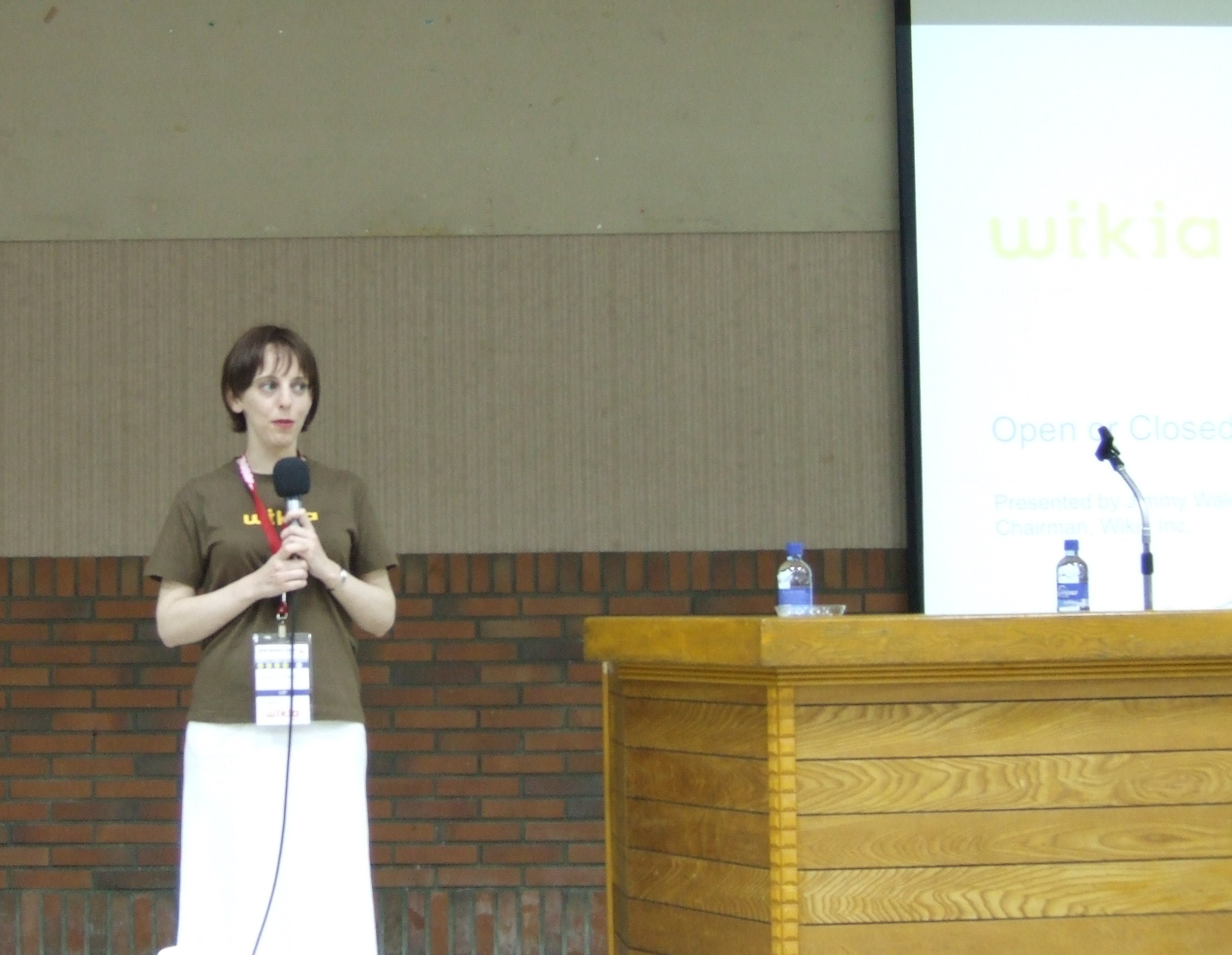

Біля початків проєкту стояли Анжела Бізлі та Джиммі Вейлз, якого фанати звуть Джимбо.
Сервіс Фендом підтримується комерційною компанією Fandom, Inc. (США), заснованою Анжелою Бізлі та Джиммі Вейлзом у жовтні 2004 року. Спочатку проєкт мав назву «Вікіміста» (англ. Wikicities). 27 березня 2006 року Fandom, Inc. повідомила про те, що компанія отримала венчурні інвестиції в розмірі 4 млн. доларів США. Тоді ж проєкт було перейменовано на «Вікіа» (англ. Wikia). Дев'ять місяців потому Amazon.com інвестувала у Fandom, Inc. 10 млн. доларів США, а Джеф Блекберн (англ. Jeff Blackburn), старший віцепрезидент з розвитку бізнесу, увійшов до ради директорів Fandom, Inc.
У листопаді 2006 року Fandom, Inc стверджувала, що витратила 5,74 млн. доларів США на маркетинг при 40-50 млн. відвідувань сторінок.
Починаючи з лютого 2005 року, Fandom, Inc оголосила про створення сотих вікі, а в липні 2007 їх було вже понад 3000 більш ніж 50 мовами. Розширення проєкту відбувалося не тільки шляхом створення нових енциклопедій, а й шляхом приєднання до Fandom, Inc незалежних Вікі-енциклопедій.
7 квітня 2010 року кількість вікіпроєктів перевалила за 100 тисяч. Кількість учасників при цьому перевищила цифру в 2 млн. Створити свою власну вікі можна понад 250 мовами світу.
В 2019 році Fandom придбав Curse Media з усіма його сайтами у Twitch, власне Twitch до цього у 2016 році сам купив Curse Media. Внаслідок цих дій Fandom поглинув суперницьку вікі-спільноту Gamepedia, що належала Curse Media. У кінці 2020 року на хостингу Fandom завершився перехід на єдину уніфіковану платформу проєктів, власне як Фендому, так і Геймпедії.
У лютому 2021 року Fandom придбав Focus Multimedia, ритейлера Fanatical, платформу електронної комерції, яка продає цифрові ігри, електронні книги та інші продукти, пов'язані з іграми.  У червні 2021 року Fandom почав розгортати FandomDesktop, перероблену тему для настільних пристроїв, з планами відмовитися від застарілих скінів Oasis і Hydra після завершення розгортання. Через два місяці, 3 серпня, Fandom представив новий дизайн, нові кольори, новий логотип і новий слоган - «Заради любові до фанатів». Наприкінці листопада - на початку грудня всі вікі, що залишилися на домені wikia.org, були перенесені на домен fandom.com.
13 квітня 2022 року Hasbro оголосила, що придбає D&D Beyond у Фендому. У серпні Fandom закрив StrawPoll.me. 3 жовтня, компанія Fandom, Inc. придбала сервіси GameSpot, Metacritic, TV Guide, GameFAQs, Giant Bomb, Cord Cutters News та Comic Vine у медіамагната, компанії Red Ventures .

### Тематики Вікіпроєктів
Вікіпроєкти охоплюють дуже широке коло питань: фактично, дозволяється писати на будь-яку тему, якщо вона не стосується наклепів, образ, порнографії або порушення авторських прав . Забороняється також дублювання інших проєктів, які стосуються Вікімедіа. Багато вікіпроєктів копіюють стиль Вікіпедії, але більшість мають статті, які ніколи не були б розміщені на Вікіпедії. Наприклад, стаття про персонажа, який згадується лишень у «Зоряних війнах». Також на вікі допускається писати статті зі своєю думкою, а не тільки з нейтральною, як на Вікіпедії.

#### Сайти «запитань і відповідей»
Fandom, Inc кілька років боролася за відкриття власних сайтів «запитань і відповідей», аналогів, наприклад, Google Answers. У січні 2009 року компанія запустила цей проєкт під назвою «Wikianswers», що викликало серйозну критику з боку Answers.com, у межах якого вже існував сайт під назвою «WikiAnswers». Генеральний директор Answers.com, Боб Росеншейн (англ. Bob Rosenschein) заявив, що, зробивши цей крок, Вікіа створює плутанину на ринку.
Попри різні тертя, в березні 2010 року Fandom, Inc знову дозволила створювати Вікії «запитань і відповідей» під назвою «Answers from Wikia». Такі сайти отримують домени з префіксом answers, а учасники можуть, аналогічно звичайним Вікіпроєктам, створювати сайти «запитань і відповідей» на будь-яку тему.

#### OpenServing
OpenServing — це проєкт зі створення вебсайтів із вільним вмістом у межах Вікії, але кожен із творців таких сайтів має змогу отримувати дохід від розміщення на ньому реклами. Проєкт було запущено 12 грудня 2006 року і, попри відносно високу популярність, було закрито у січні 2008. За словами Джиммі Вейлза, Fandom, Inc отримала кілька тисяч заявок на створення своїх вебсайтів, але сам проєкт ніколи не був досить популярний і успішний. Всі сили Fandom, Inc були кинуті на звичайні вікіпроєкти, а всі сайти, створені в рамках OpenServing, було переспрямовано на Вікію.

### Програмне забезпечення
Фендом працює на MediaWiki, аналогічному тому, що використовує Вікіпедія.

### Системи пошуку
WikiasariСпочатку на Вікії була ідея створити власну пошукову систему. Вона мала називатися «Wikiasari». Однак на початку 2005 року від неї відмовилися.
Wikia SearchПублічну альфа-версію пошукової системи Wikia Search було запущено 7 січня 2008 року. Вона викликала різку критику з боку провідних інформаційних агентств. У березні 2009 року проєкт було закрито.
Поточна пошукова системаНаприкінці 2009 року на Вікії було запущено нову пошукову систему, що відображає результати пошуку з усіх сайтів, які входять в Fandom, Inc.

## Компанія
Fandom, Inc базується у Сан-Франциско, штат Каліфорнія, США. Спочатку компанію було зареєстровано у Флориді 2004 року, а 10 січня 2006 року було перереєстровано у штаті Делавер.
Фендом має кількох технічних співробітників у США, а також представництво у місті Познань, Польща.
Бізнес-модель компанії полягає в отриманні прибутку за рахунок реклами, сам сервіс вікі-хостингу є безкоштовним. Спочатку компанія використовувала сервіс Google AdSense, але потім перейшла на Federated Media.
Весь вміст, який створюється на вікіпроєктах, доступний на умовах Creative Commons Attribution-Share Alike License 3.0 або GNU FDL (старіші вікіпроєкти), а отже, правовий статус тексту повністю сумісний з проєктами некомерційного Фонду Вікімедіа. Інвестиції та прибуток використовуються для розвитку сервісу Фендома, а також вдосконалення рушія MediaWiki та розширень для нього. Як і некомерційні проєкти Фонду Вікімедіа, Фендом надає можливість завантаження дампів баз даних, що робить сервіси Вікіа кращими для учасників, які побоюються за втрату свого вкладу колективної правки в проєктах, адміністрування яких недостатньо прозоре й відкрите.

## Критика

### Реклама та використання безкоштовного вмісту
Фендом іноді розширює свій простір за рахунок придбання вже існуючих незалежних енциклопедій, заснованих на вікі-рушії. При цьому учасникам таких проєктів платили гроші або продавали акції компанії, а оригінальний сайт закривався, з переміщенням всього вмісту на домен Фендому.
Якщо спільнота конкретного вікіпроєкту захоче піти з Фендому та створити власний сайт, компанія не дозволяє видаляти вміст вікіпроєкту, продовжуючи штучно підтримувати його в робочому стані або набираючи нових учасників для цього вікіпроєкту. Це негативно позначається на тих, хто пішов з Фендому, тому що новий проєкт доводитися наново просувати в пошукових системах, що ускладнює пошук рекламодавців.

### Вміст Вікіпроєктів
Рівень розробки змісту у проєктах Фендому різний. Проєкти-пустки відразу не видаляються (якщо тривалий час на вікі не спостерігається активності, то заморожується база даних, а якщо ніхто не зацікавиться подальшою долею вікі, то вона видаляється зі збереженням історії редагувань у архіві, якщо такі були), тому на один активний проєкт припадають кілька занедбаних[джерело?]

### Фендом і Фонд Вікімедіа
Через те, що Фендом отримує дохід з реклами на своїх сайтах, у нього іноді виникають конфлікти з Фондом Вікімедіа, хоча Фендом спочатку було заявлено як комерційний аналог некомерційної Вікіпедії.

### Домени й скіни
Частина енциклопедій, які приєдналися до Фендом, мали свої власні доменні імена. Однак Фендом, зрештою, пішовши проти волі творців цих проєктів, перевів ці вікіпроєкти на власний піддомен, посилаючись на те, що так легше підвищити їхню привабливість для рекламодавців. Наразі[коли?] власні доменні імена мають поодинокі проєкти, що належать Фендому.
У червні 2008 року Вікіа перейшла на нове оформлення «Monaco», яке мало обов'язково використовуватися за умовчанням на всіх вікіпроєктах. Зареєстрованим учасникам дозволялося обирати між цим оформленням і «Monobook», а деяким вікі дозволили зберегти останній скін за умовчанням. Нове оформлення важко приживалося, адже вимагало зміни оформлення вже існуючого вмісту на вікіпроєктах.
У серпні 2010 року знову було оголошено про повну зміну оформлення. Новий скін назвали «New Look», і він докорінно відрізнявся і від «Monaco», і від «Monobook». Головною причиною переходу на це оформлення стало, за словами компанії, бажання відрізнятися від інших вікіпроєктів, в першу чергу, Вікіпедії; нове оформлення мало створити для Вікії власне, неповторне обличчя. 23 вересня 2010 року нове оформлення було представлене офіційно, а вже 3 листопада 2010 року стало оформленням за умовчанням на всіх без винятку вікіпроєктах. Було заборонено використовувати інші скіни як оформлення за умовчанням, а «Monaco» було видалено зовсім. Нове оформлення було покликане стати більш «дружнім» до новачків на вікіпроєктах, але було жорстко розкритиковане з боку досвідчених користувачів Фендому. Зрештою, декілька великих вікіпроєктів створили «анти-Вікіа альянс», а не добившись повернення «Monaco», покинули Фендом, перейшовши на власні незалежні сайти.

## Контроль за змінами
За такою філософією, краще, щоб помилку було легко виправити, ніж щоб її було важко зробити.
Тож вікі, будучи дуже відкритими, мають також і різні засоби для перевірки правильності недавніх змін у сторінки. Найвизначніший із таких засобів майже на кожній вікі — це так звана сторінка «Недавніх змін», на якій відображено список або конкретної кількості останніх редагувань, або список усіх редагувань, які було зроблено за даний проміжок часу. Деякі вікі дозволяють також фільтрувати зміни, так щоб незначні зміни, або зміни, які було створено скриптами для автоматичного імпортування («боти» bots) — можна було виключати зі списку.

## Вандалізм
Відкрита філософія більшості вікі — дозволяти будь-кому змінювати вміст — не гарантує, що наміри таких редакторів завжди добрі. Більшість публічних вікі уникають обов'язкових реєстраційних процедур.
Однак багато з найбільших вікісистем (включно з MediaWiki, MoinMoin, UseModWiki та TWiki) мають певні методи з обмеження доступу до написання тексту. Деякі вікі-системи дають можливість забороняти редагування певним індивідуальним користувачам, чого можна досягти, блокуючи конкретні ай-пі адреси або імена користувачів, якщо вони відомі.
Правда, з цим бувають і певні технічні проблеми.
Загальним способом захисту від настирливих «вандалів» є просто дозволити їм зіпсувати стільки сторінок, скільки ті бажають, знаючи, що ці сторінки легко відстежити та змінити назад після того, як вандал піде. Однак ця стратегія швидко може стати непрактичною, оскільки злість або почуття власної неповноцінності таких осіб можуть змусити їх систематично псувати чужі статті.
В разі надзвичайних ситуацій, деякі вікі дозволяють перемикати бази даних в режим, коли вони доступні тільки для читання. Інші застосовують політику, що дозволяє продовжувати редагування тільки давнім користувачам, які зареєструвалися до якоїсь довільно обраної дати. Однак загалом кажучи, будь-яку шкоду, завдану «вандалом», можна швидко та легко виправити. Більш проблематичними є непомітні помилки, які вставляють у сторінки. Приклад: зміни в датах випусків альбомів співаків, їхньої дискографії.
У крайніх випадках, багато вікі дають змогу захистити певні сторінки від редагування. Наприклад, захищені сторінки Вікіпедії можуть редагувати тільки адміністратори, які можуть також знімати такий захист. Але зазвичай вважають, що така практика суперечить основній філософії вікі, а тому її, як правило, уникають. Наприклад, англійська Вікіпедія водночас має, щонайбільш, кілька десятків захищених сторінок — із понад двох мільйонів (за даними на грудень 2007).
Проєкти Фендому wikia.com — центральний портал всього Фендому
- Віківерситет — дослідження та навчання
- Вікінаука — наукова енциклопедія
- Віртуальна лабораторія Вікі — віртуальна лабораторія
- Історія Вікі — по світовій історії
- Кібернетика Вікі — по кібернетиці
- Математика Вікі — про математику

німецький
- Naruto Вікі

французький
- Guild Wars Вікі

## Політика Фендому щодо України та українських користувачів

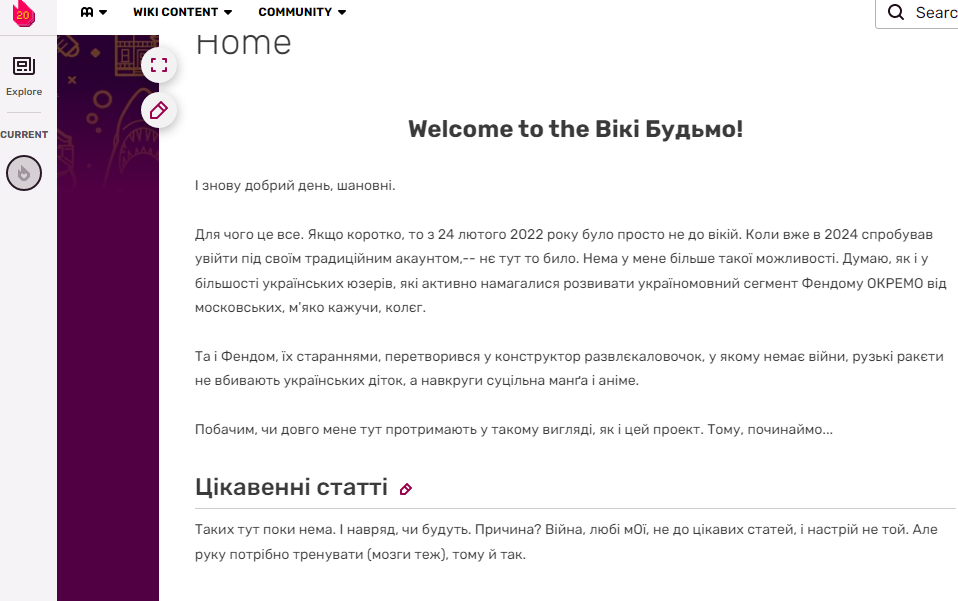
Спроба створення нової вікі на Фендомі у 2024 році

- Певний час з 2012[15] і до 2021 року здійснювалися спроби створення окремого незалежного українського мовного Порталу Вікії та Фендому. Увесь це час загальний російсько-український мовний простір знаходився під патронатом російського хелпера[16][17] Фендому користувача Kuzura (Кузєнков Юрій, мешканець м. Москва, хімік за основним фахом), що абсолютно влаштовувало американську адміністрацію Фендому.

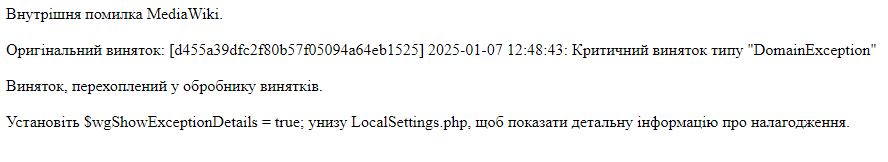
Внутрішня Помилка MediaWiki

- Пан Кузура робив усе, що від нього залежало, щоб україномовний сегмент не вийшов з-під російського контролю. Навіть формально створена wikis.fandom.com/uk/wiki/  все-одно була завжди під його впливом.
- З початку анексії Криму росією, за будь-які спроби будь-яких політичних діалогів користувачі українського мовного сегменту банилися на різні терміни [18]. Стверджувалося, що Вікія / Фендом -- це майданчик для опису розваг (ігор, аніме, манги, телесеріалів...), але ніяк не для політичних баталій.
- Звернення до американської адміністрації ніякого позитивного для українського представництва результату не мала,-- все поверталося на розгляд того ж Кузури.
- Станом на 2024 рік, спроби в минулому активних українських користувачів під своїм акаунтом на Фендом викликають глобальну помилку. Спроба увійти у будь-який проєкт Фендому з цього ж браузера призводить до виходу сторінки із тією ж помилкою. Проте, якщо Ви створюєте новий акаунт, то під ним вдається створювати нові вікі-проекти (приклад на малюнку - сторінка нової вікі Будьмо).